# 탄뎀
탄뎀(Tandem)은 iOS와 안드로이드 상의 언어 학습자와 원어민을 연결해주는 언어 교환 앱이다. 이용자는 언어 학습 파트너와 문자나 음성 통화를 이용해 소통할 수 있으며, 2020년 7월 현재 200개 이상의 언어가 지원된다. 여기에는 20가지 수화, 20가지 토착 언어, 만달로이안이나 클링온 같은 6가지 가상 언어를 포함한다.

## 역사
탄뎀은 2014년 하노버 Arnd Aschentrup, Tobias Dickmeis, Matthias Kleimann에 의해 설립되었다. 현재 베를린에 본사를 두고 있는 탄뎀은 2015년에 iOS, 2016년에는 안드로이드를 통해 모바일 앱을 출시했다. 탄뎀에 앞서 Tamble, Aschenrup, Dickmeis, Kleimann은 회원들만 이용할 수 있는 모바일 비디오 채팅 커뮤니티인 Vive를 설립한 이력이 있다.
2015년, 탄뎀은 60만 유로의 투자금을 유치하는데, 엔젤 투자자로는 Atlantic Labs (Christophe Maire), Hannover Beteiligungsfonds, Marcus Englert (Rocket Internet 회장), Catagonia, Ludwig zu Salm, Florian Langenscheidt, Heiko Hubertz, Martin Sinner, and Zehden Enterprises 등이다. 2016년에 신규 투자자, Rubylight, Faber Ventures와 기존 투자자, Hannover Beteiligungsfonds, Atlantic Labs, and Zehden Enterprises로부터 2백만 유로를 추가로 유치한다.
2018년에는 앱에서 제공되는 모든 언어 학습 기능을 이용할 수 있는 프리미엄 유료 버전의 탄뎀 프로를 선보이며,
2020년 7월, Trind Ventures, Rubylight Limited 및 GPS Ventures와 함께 유럽 교육 기술 펀드인 Brighteye Ventures가 주도하에  500만 유로(약 570만 달러) 규모의 투자금을 다시 한번 유치한다.

## 컨셉
탄뎀 앱과 그 이름은 언어 교환을 통해 언어를 배우는 방법인 탄뎀 언어 학습에서 착안하였다. 언어 교환 또는 탄뎀은 서로 다른 언어를 가진 사람들이 상호 언어를 바탕으로 학습이 이루어지는 방식이다. 다시 말해서, 두 명의 원어민이 서로 다른 그들의 모국어를 알려주는 것을 말한다. 탄뎀 앱은 탄뎀 어학 학습법을 개발하는 기관인 Tandem Fundazia에서 후원받고 있다.

## 특징
탄뎀 회원으로 커뮤니티를 이용하기 위해서는 먼저 가입 신청서를 제출하고 기다리는 절차가 필요하다. 이것은 탄뎀의 방침 중 일환이며 모든 가입 신청서는 개별적으로 확인을 거치는 작업이 진행된다.
가입 수락 후, 탄뎀 회원으로서 배우고자 하는 언어의 잠재적인 원어민 학습 파트너들을 볼 수 있다. 회원 간에는 인스턴트 메시지, 음성 메시지, 오디오 통화, 비디오 통화 등을 이용해 대화가 가능하다. 또한 학습 파트너 목록은 위치, 나이, 성별 필터를 이용하여 세분화가 가능하다.

## 반응
2015년 애플 스토어 "2015년 베스트 앱" 중 하나로 선정. 2017년 구글 플레이 "2017년 베스트 앱" 중 하나로 선정.

### 수상 경력
2018년 독일 산업 연방 협회에서 주최하는 Deutschland - Land der Ideen 중 “Ausgezeichnete Orte im Land der Ideen” 구문에서 수상. 이 상은 독일의 문화와 열린 사회와의 상호 연결을 장려하는 최고의 아이디어 및 프로젝트를 선정해 진행하였다.

### 비평
탄뎀 이용 시, 회원 가입이 바로 되지 않는 부분에 대한 불만 사항이 접수되기도 한다. 몇몇 국가에는 대기자 명단이 발생할 수도 있으며 개별적으로 확인을 거치는 작업은 최대 7일까지 시간이 소요될 수도 있다.

## 학습 가능한 언어 목록
탄뎀은 대략 300개의 언어를 지원한다. 가장 일반적인 언어 조합(인기순으로)은 영어 – 스페인어, 스페인어 – 포르투갈어, 영어 – 중국어, 영어 – 프랑스어, 중국어 – 일본어이다.